# Agustí Roda i Navarro
Agustí Roda i Navarro (Tortosa, 1585-València, 1640-41), va ser un argenter tortosí autor, juntament amb Eloi Camanyes, de la custòdia processional del Corpus de la Catedral de Tortosa.
Fill d'un mercader amb arrels valencianes, va començar la formació artística al taller dels argenters Prades, familiars seus per línia materna, establerts a la seva ciutat nadiua. L'any 1608 es va traslladar a la ciutat de València per eixamplar la seva formació i va entrar al taller d'Eloi Camanyes, un dels millors argenters valencians de la seva època. Es va casar amb Paula Camanyes, filla d'Eloi.
Sogre i gendre es van traslladar a Tortosa, on entre els anys 1626-1638 obraran la custòdia processional del Corpus de la Catedral de Tortosa, encara que bona part de la feina la va fer Roda, ja que Camanyes va morir aviat. Mentre Roda estava establert a Tortosa va fer diverses obres d'argenteria:
- una creu processional per a la parròquia de Benissanet (1627), perduda el 1936.
- un reliquiari de sant Cosme i sant Damià per a la Catedral de Tarragona (1628), encara conservat.
- una creu processional per a la parròquia d'Alcalà de Xivert (1636), també conservada.
- una corona (1639) per a una imatge de fusta de la Mare de Déu de la Cinta, exposada a la mateixa sala de l'exposició permanent Sancta Maria Dertosae que la custòdia de la Catedral de Tortosa.

Un cop enllestida la custòdia va retornar a València, on va morir poc després.